# Trung Trung và Hoa Hoa
Trung Trung (chữ Hán: 中中, bính âm: Zhōng Zhōng; sinh ngày 27 tháng 11 năm 2017) và Hoa Hoa (chữ Hán: 华华, bính âm: Huá Huá, sinh ngày 05 tháng 12 năm 2017) ghép lại là Trung-Hoa (một tên gọi khác của Trung Quốc) là những con khỉ ăn cua được nhân bản vô tính thông qua chuyển giao hạt nhân tế bào soma (SCNT), đây là kỹ thuật nhân bản giống nhau từng tạo ra con cừu Dolly vào năm 1996. Chúng là những động vật linh trưởng đầu tiên được tạo ra bởi kỹ thuật này. Không giống như những nỗ lực trước đây để nhân bản các giống khỉ, các nhân được hiến tặng đến từ tế bào gốc bào thai, không phải tế bào phôi thai. Hai con khỉ này đều sinh ra tại Viện Khoa học thần kinh học của Viện Khoa học Trung Quốc ở Thượng Hải.

## Lý lịch
Vì các nhà khoa học đã tạo ra động vật có vú nhân bản đầu tiên là cừu Dolly vào năm 1996 sử dụng kỹ thuật chuyển thể tế bào soma (SCNT), đã có 23 loài động vật có vú được nhân bản thành công, bao gồm gia súc như bò, mèo, chó, ngựa và chuột. Tuy nhiên, sử dụng kỹ thuật này cho các động vật linh trưởng chưa bao giờ thành công và không có sự mang thai nào kéo dài hơn 80 ngày. Khó khăn chính có thể là sự lập trình đúng đắn của hạt nhân chuyển để hỗ trợ sự phát triển của phôi.
Một con khỉ có tên là Tetra (sinh tháng 10 năm 1999), một con khỉ cái khỉ nòi, được tạo ra bởi một nhóm nghiên cứu do Gerald Schatten thuộc Trung tâm nghiên cứu linh trưởng quốc gia Oregon sử dụng một kỹ thuật khác gọi là "tách phôi". Con khỉ cái này là loài linh trưởng đầu tiên "nhân bản" bằng cách sinh đôi nhân tạo, đây là một thủ thuật ít phức tạp hơn so với việc chuyển DNA dùng để tạo ra Trung Trung (Zhong Zhong) và Hoa Hoa (Hua Hua).

## Quá trình
Zhong Zhong và Hua Hua được tạo ra bởi các nhà khoa học từ Viện Khoa học thần kinh của Viện Khoa học Trung Quốc tại Thượng Hải, được chỉ đạo điều hành bởi Tôn Cường và Bồ Mộ Minh. Họ chiết xuất hạt nhân từ các nguyên bào sợi của một con khỉ dị thai bị phá thai (một khỉ ăn cua, danh pháp khoa học là Macaca fascicularis) và chèn chúng vào tế bào trứng (trứng) mà đã có hạt nhân của mình bị gỡ bỏ. Nhóm nghiên cứu sử dụng hai enzyme để xóa ký ức di truyền của các hạt nhân chuyển thành tế bào soma. Bước quyết định này cho phép các nhà nghiên cứu vượt qua trở ngại chính ngăn cản việc nhân bản thành công động vật linh trưởng cho đến bây giờ. Sau đó, họ đã đặt 21 con của trứng vào con khỉ mẹ đại diện, kết quả là sáu lần mang thai, trong đó có hai con đã sinh ra một động vật sống.
Các con khỉ được đặt tên là Zhong Zhong và Hua Hua, lấy theo tên gọi quốc gia Zhonghua (Trung Hoa: 中华, một tên gọi khác của Trung Quốc). Mặc dù tỷ lệ thành công vẫn còn thấp, nhưng các phương pháp có thể được cải thiện để tăng tỷ lệ sống sót trong tương lai. Để so sánh thì năm 1996, nhóm nghiên cứu thuộc Viện Roslin (Đại học Edinburgh ở Scotland) để tạo ra cừu Dolly đã phải trải qua 277 lần thử và chỉ tạo ra một con cừu. Các nhà khoa học cũng đã cố gắng nhân bản khỉ nâu bằng cách sử dụng nhân tế bào từ những cá thể lớn hiến tặng, điều này rất khó khăn. Họ cấy 42 con thay thế, kết quả là 22 lần mang thai, nhưng kết quả chỉ có hai con khỉ non, và chúng chết ngay sau khi sinh ra.

## Ý kiến
Theo Bồ Mộ Minh, ý nghĩa chính của sự kiện này là nó có thể được sử dụng để tạo ra con khỉ giống hệt nhau để sử dụng trong các thí nghiệm trên động vật. Những con khỉ ăn cua đã là một sinh vật mô hình được thành lập để nghiên cứu chứng xơ vữa động mạch, mặc dù Poo đã nhấn mạnh đến khoa học thần kinh, đặt tên bệnh Parkinson và bệnh Alzheimer khi ông xuất hiện trong chương trình tin tức All Things Considered vào tháng 1 năm 2018. Sự ra đời của hai loài linh trưởng nhân bản vô tính cũng làm dấy lên mối quan ngại của các nhà sinh học. Insoo Hyun thuộc Trường Đại học Reserve Case Western đã đặt câu hỏi liệu điều này có nghĩa là nhân bản con người sẽ là kế tiếp hay không. Tuy nhiên, Bồ Mộ Minh nói với All Things rằng "Về mặt kỹ thuật, người ta có thể nhân bản con người. Nhưng chúng ta sẽ không làm điều đó. Không có kế hoạch gì để làm gì trên con người.